# Vertical Horizon
Vertical Horizon é uma banda de rock alternativo formada na Universidade de Georgetown em Washington, D.C. em 1991. A banda é bem conhecida pelos seus hits em 1999 e nos anos 2000, incluindo "You're a God", "Everything You Want", e "Best I Ever Had (Grey Sky Morning)". O mais recente álbum deles, Echoes from the Underground, foi lançado em 2013.

## Discografia

### Álbuns de estúdio
| 1992                                              | There and Back Again - Lançamento: 1992 - Gravadora: RCA Records                            | —   | — | —  | —   |                               |
| 1995                                              | Running on Ice - Lançamento: 1995 - Gravadora: RCA Records                                  | —   | — | —  | —   |                               |
| 1999                                              | Everything You Want - Lançamento: 15 de junho de 1999 - Gravadora: RCA Records              | 40  | 3 | 48 | 199 | - EUA: 2× Platina - CAN: Ouro |
| 2003                                              | Go - Lançamento: 23 de setembro de 2003 - Label: RCA/Hybrid Recordings                      | 61  | — | —  | —   |                               |
| 2009                                              | Burning the Days - Lançamento: 22 de setembro de 2009 - Gravadora: Outfall Records          | 158 | — | —  | —   |                               |
| 2013                                              | Echoes from the Underground - Lançamento: 8 de outubro de 2013 - Gravadora: Outfall Records | 164 | — | —  | —   |                               |
| "—" denota lançamentos que não entraram na parada |                                                                                             |     |   |    |     |                               |

### Álbuns ao vivo
| Ano  | Detalhes                                                                      |
| ---- | ----------------------------------------------------------------------------- |
| 1997 | Live Stages - Lançamento: 11 de janeiro de 1997 - Gravadora: Rhythmic Records |

### Singles
| Ano                                               | Single                               | Melhores posições | Melhores posições | Melhores posições | Melhores posições | Melhores posições | Melhores posições | Álbum                       |
| Ano                                               | Single                               | EUA               | Adult             | Mod               | AC                | CAN               | UK                | Álbum                       |
| ------------------------------------------------- | ------------------------------------ | ----------------- | ----------------- | ----------------- | ----------------- | ----------------- | ----------------- | --------------------------- |
| 1999                                              | "We Are"                             | —                 | —                 | 21                | —                 | —                 | —                 | Everything You Want         |
| 1999                                              | "Everything You Want"                | 1                 | 1                 | 5                 | —                 | 6                 | 42                | Everything You Want         |
| 2000                                              | "You're a God"                       | 23                | 4                 | 15                | —                 | 19                | —                 | Everything You Want         |
| 2001                                              | "Best I Ever Had (Grey Sky Morning)" | 58                | 7                 | —                 | —                 | —                 | —                 | Everything You Want         |
| 2003                                              | "I'm Still Here"                     | —                 | 17                | —                 | —                 | —                 | —                 | Go                          |
| 2005                                              | "Forever"                            | —                 | 18                | —                 | 17                | —                 | —                 | Go                          |
| 2006                                              | "When You Cry"                       | —                 | 35                | —                 | —                 | —                 | —                 | Go                          |
| 2009                                              | "Save Me From Myself"                | —                 | —                 | —                 | —                 | —                 | —                 | Burning the Days            |
| 2010                                              | "The Lucky One"                      | —                 | —                 | —                 | —                 | —                 | —                 | Burning the Days            |
| 2013                                              | "Broken Over You"                    | —                 | —                 | —                 | —                 | —                 | —                 | Echoes from the Underground |
| "—" denota lançamentos que não entraram na parada |                                      |                   |                   |                   |                   |                   |                   |                             |

## Integrantes

### Integrantes atuais
- Matt Scannell - vocal, violão (1990–atualmente)
- Ron LaVella - bateria (2009–atualmente)
- Jason Orme - guitarra rítmica, vocal de apoio (2011–atualmente)
- Cedric LeMoyne - baixo, vocal de apoio (2011–atualmente)

### Ex-integrantes
- Ed Toth - bateria (1996 - 2005)
- Shawn Hakim - baixo, vocal de apoio (1996 - 2002)
- Keith Kane - vocal, Violão  (1990-2010)
- Jason Sutter - bateria (No estúdio e durante as turnês) (2009 - 2010)
- Corey McCormick baixo (durante as turnês) (2009 - 2010)
- Eric Holden - baixo, vocal de apoio (2009–2011)